# Notpron
Notpron (també conegut com not pr0n) és un trencaclosques en línia llançat el juliol del 2004 per David Münnich, de Saarbrücken, Alemanya. El trencaclosques té un format lineal, és a dir, cal resoldre cada nivell per poder passar al següent. El joc requereix un alt nivell d'atenció i imaginació per trobar les solucions correctes.
Fins al dia d'avui, el Notpron ha tingut més de 19 milions de visitants, dels quals només 100 han estat capaços d'arribar fins al final del trencaclosques; bastants són els que han arribat fins al penúltim, però el nivell de dificultat de l'últim nivell (conegut com a Nivell Nu) és molt elevat i, a més a més, el creador del joc canvia la solució cada vegada que algú l'aconsegueix superar.
El 23 d'octubre de 2020, en motiu de la persona número 100 en finalitzar el joc, s'elimina el nivell Nu, reduint-se el joc a 139 nivells.
El joc s'ofereix en anglès, alemany i xinès, i el seu nom prové d'ajuntar dues paraules en anglès: not (no) i pron o pr0n, que en l'argot d'Internet seria l'equivalent a pornography (pornografia). Per tant, el nom del trencaclosques podria ser traduït com no pornogràfic.
En un principi, el joc estava format per només 5 nivells, i cada setmana se n'afegien dos o tres de nous, fins que el juliol de 2005 l'autor va cessar de crear-ne, deixant el número en 139. L'agost del 2008, però, es va afegir un últim nivell, el Nivell Nu, que va passar a ser la pantalla 140.
El maig de 2006 Münnich va anunciar que enviaria un certificat als qui aconseguissin resoldre el trencaclosques. Aquest certificat menciona que qui el té posseeix qualitats en edició d'àudio i imatge, llenguatge HTML, ordinadors, comprensió musical, persistència i lògica. Des del 23 d'octubre de 2020 aquest certificat ja no s'envia a tots aquells que acabin el joc ja que el nivell Nu deixa d'estar disponible.
El joc es pot resoldre fent servir exclusivament programari lliure, amb programes tals com el GIMP o l'Audacity.